# Перша сирійська війна
Перша сирійська війна — конфлікт елліністичних держав Птолемеїв та Селевкідів, які змагались за ряд територій на східному узбережжі Середземного моря, а також прибережні райони Малої Азії.
Одержана у 281 році до н. е. повна перемога сирійського властителя Селевка над царем Малої Азії Лісімахом надала Селевкідам підстави претендувати на всю державу супротивника. Втім, сам Селевк невдовзі був зрадницьки вбитий, а його спадкоємець Антіох I зустрівся зі спротивом цілого ряду варварських держав та елліністичних міст (зокрема, сформованою у південному Причорномор'ї так званою «північною лігою»), а також ворожими діями єгипетського царя Птолемея II. Останній будував морську торгівельну державу та намагався взяти під контроль гавані по всьому елліністичному світу. Під час Карійської війни (280—279 рр. до н. е.) він захопив певні опорні пункти у Карії та південній Іонії, закріпивши результати угодою з Антіохом, досягнутою за посередництва Мілета.

## Боротьба у Сирії

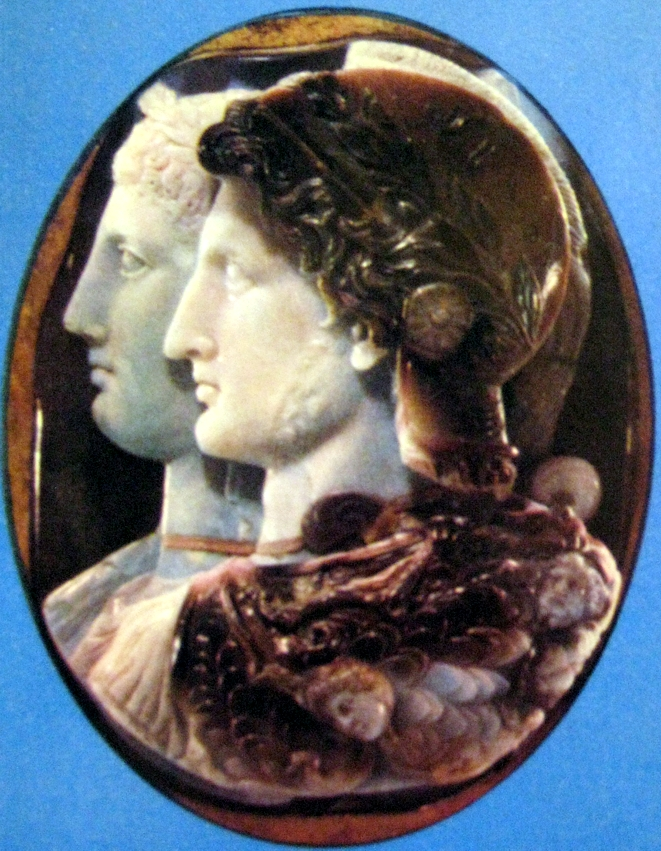
Камея Гонзага із зображенням Птолемея ІІ та Арсіної ІІ

У 277—276 роках до н. е. проблеми Антіоха лише поглибились — доправлені членами північної ліги в Малу Азію галати почали спустошливі рейди на заході півострова, доходячи до Іонії та рубежів Пісідії. Ймовірно, це підштовхнуло Птолемея до продовження наступу. Спираючись на інформацію з вавилонської клинописної хроніки, до 276 р. до н. е. відносять захоплення єгиптянами міста Дамаск, котре знаходилось на півдні селевкідської Сирії біля кордону з птолемеєвськими Палестиною та Фінікією.
Втім, не пізніше 275 року до н. е. Антіох I розбив галатів («битва слонів»), після чого зміг зайнятись протидією експансії єгиптян. Все та ж клинописна хроніка під 36 роком селевкідської ери (275/274 р. до н. е.) зазначає: «В цьому році цар залишив свій двір, свою дружину і сина в Сардах (Sapardu), щоб забезпечити міцний захист. Він з'явився в провінцію Ебірнарі [Сирію] і пішов проти єгипетської армії, яка стояла табором в Ебірнарі. Єгипетська армія врятувалася втечею від нього. У місяці адар 24 числа правитель Аккада відправив у Ебірнарі до царя багато срібла, тканин, меблів з Вавилонії і Селевкії, царського міста, і 20 слонів, яких правитель Бактрії послав до царя. У цьому місяці мобілізував головнокомандувач війська царя, які були розміщені в Аккаді, і пішов до царя у місяці нісан на допомогу в Ебірнарі». Виходячи з цього, головні військові зіткнення Антіоха з Птолемеєм відбулися у весняні місяці 274 до н. е.

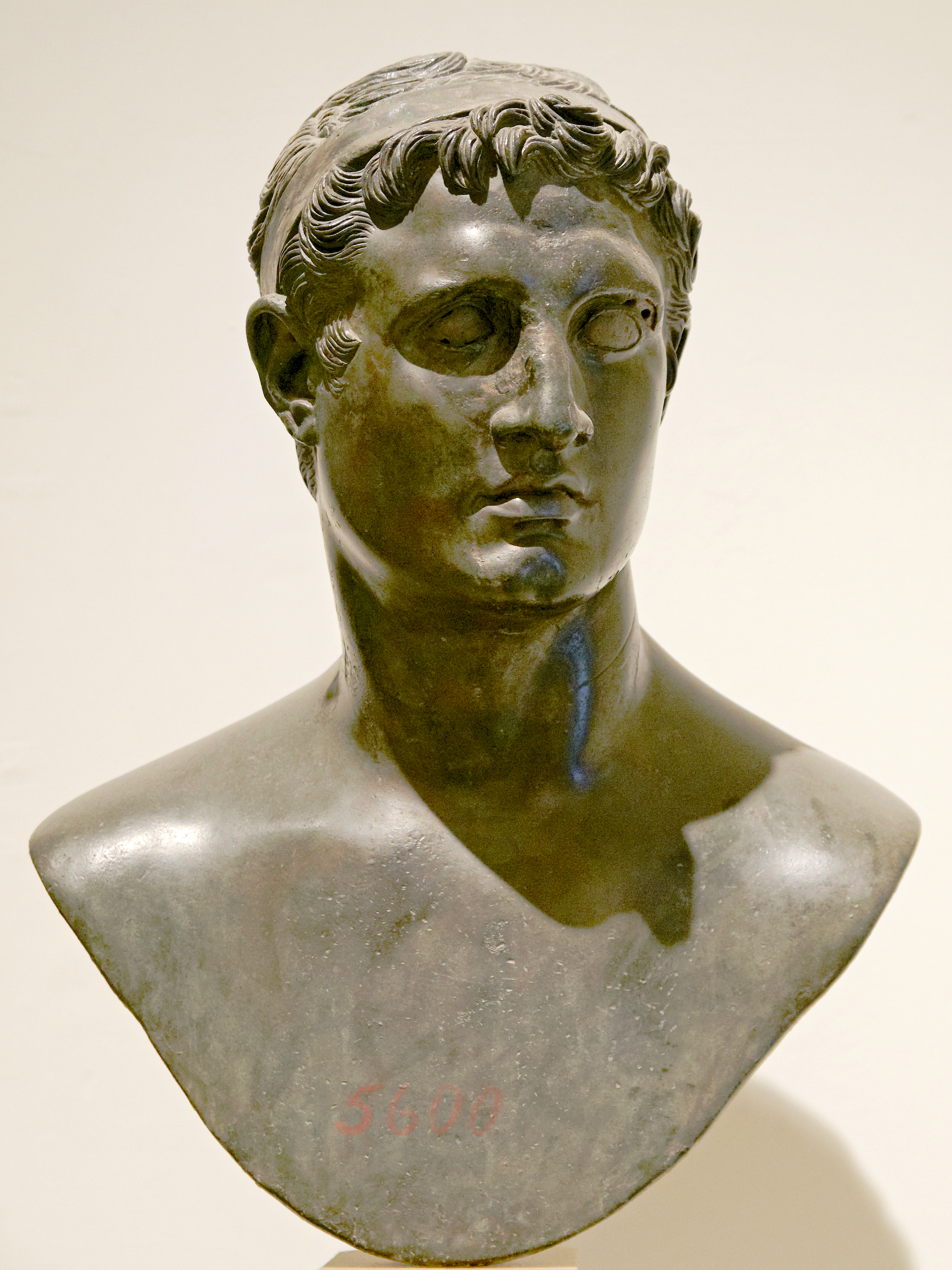
Птолемей II

Також вважають, що про події цього періоду залишив згадку грецький історик Полієн. За однією з його «Стратегем», полководець Птолемея Діон зі своїм гарнізоном дуже ретельно готувався до захисту Дамаску, не залишаючи Антіоху надії здобути місто звичайним шляхом. Тому сирійський цар з умислом віддав наказ своїй армії та усій окрузі активно відзначати якесь свято, Діон же, пересвідчившись, що супротивник найближчим часом не нападе, послабив свою увагу. Дізнавшись про таке, Антіох форсованим маршем рушив до Дамаску та зміг раптовим нападом здобути його.
У відповідності до напису, знайденого в Пітомі (Геронополь, два десятки кілометрів на захід від Ісмаїлії), в листопаді 274 р. до н. е. сюди для організації захисту від чужинців прибув Птолемей II. Ймовірно, єгиптяни очікували продовження наступу Антіоха, проте цього не сталось.
Варто відзначити, що, за окремими винятками, події в елліністичному світі протягом шести десятків років після смерті останніх діадохів (тобто Лісімаха та Селевка) висвітлені в наявних джерелах настільки погано, що їх зазвичай можливо лише реконструювати за окремими натяками. Наведена вище хронологія 1-ї Сирійської війни відповідає її датуванню як 276—273 роки до н. е., водночас, доволі поширеним є зазначення часових меж цього конфлікту як 274—271 роки до н. е.

## Події в Киренаїці
Також інколи припускають, що боротьбу міг спровокувати не єгипетський, а сирійський цар, котрий вступив у союз із братом Птолемея Магасом, скріплений шлюбом останнього з сестрою Антіоха І Апамою. Магас управляв Киренаїкою (сучасна східна Лівія) та у якийсь момент після смерті Птолемея I (тобто не раніше 283 р. до н. е.) проголосив себе царем.
В подальшому він спробував оволодіти самим Єгиптом, про що ми знаємо деякі подробиці завдяки все тому ж твору Полієна. Так, готуючись до виступу, Магас наказав заперти метальні машини та припаси для них в акрополі Кирени під охороною своїх довірених осіб, крім того, з міських стін прибрали бруствери. Все це робилось з остраху перед можливим заколотом, щоб полегшити можливий штурм Кирени. За цим військо Магаса рушило уздовж узбережжя на Єгипет. Біля Паретонія він облаштував табір, в якому наказав запалювати сигнальні вогні ввечері та вранці (нібито подаючи знаки своєму флоту), тоді як сам вивів з нього армію та швидко рушив уперед. Проте всього за кілька десятків кілометрів від нільської дельти надійшло повідомлення про напад лівійських кочових племен на Кирену. З остраху втратити те, що вже мав, киренський цар повернув назад.

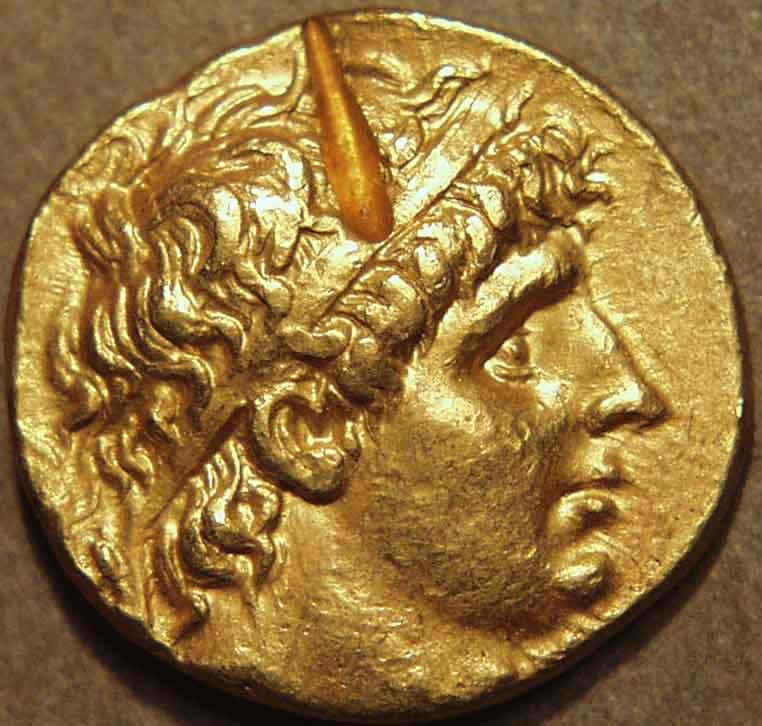
Зображення на монетах Антіоха I

Тим часом Птолемей, котрий чекав на ворога у Александрії, стикнувся із бунтом галатських найманців. У підсумку він зміг загнати їх на острів, де більша частина повсталих загинула з голоду. Наявність у армії Птолемея галатів дозволяє датувати події не раніше 279 р. до н. е., коли ці кельтські воітелі дали про себе знати елліністичному світу вторгненням до Македонії. Одночасно вважають, що похід Магаса відбувся не пізніше 274 р. до н. е. Не виключено, що Магас та Антіох І узгоджували свої удари на Дамаск та дельту Ніла.

## Можлива боротьба у Малій Азії
Таким чином, на сирійському та киренському театрах зіткнення сторін завершились без особливих змін. В той же час, окремі дослідники припускають надбання Птолемеєм ІІ нових володінь у Малій Азії. В одній із своїх елегій, котру відносять до періоду від 273 до 270 років до н. е. (тобто в будь-якому випадку раніше, аніж смерть у 269 р. до н. е. дружини єгипетського царя Арсіної), поет Теокріт називає Птолемея ІІ володарем Кілікії, Памфілії, Лікії та Карії. Це підтверджується заснуванням тут цілого ряду міст з характерними птолемеївськими династичними назвами — Береніки та Арсіної у Кілікії, Птолемаїди в Памфілії, Арсиної у Лікії, а також численними написами. Втім, остаточно нерозв'язаним є питання, коли ці володіння опинились в руках Єгипта. Так,присутність єгипетських чиновників у Лікії зафіксована ще при Птолемеї І. З кінця 280-х років до н. е. походить згадка про памфіліарха. Карію (та частину південної Іонії — щонайменше Самос), найімовірніше, захопили під час Карійської війни, котру відносять до 280—279 рр. до н. е. Все це дає підстави припускати, що володіння Птолемеїв на малоазійському узбережжі стали трофеями ще до початку 1-ї Сирійської війни.